# Cartierul Pantelimon, București

Pantelimon pe harta Bucureștiului

Cartierul Pantelimon este situat în partea de est a Bucureștiului, în Sectorul 2.
Cartierul Pantelimon este numit după artera sa principală, care își trage numele de la orașul învecinat Pantelimon, la rândul lui denumit după sfântul Pantelimon, patronul unei foste mănăstiri aflate acolo. Cartierul a fost până în 1971 un cartier cu case mici, fiind cunoscut pentru problemele sale de crimă organizată. În 1974, primele blocuri au fost date în exploatare, iar între 1976-1978, ansamblul de locuințe Delfinul a fost construit. Până atunci, majoritatea blocurilor din partea de est (dinspre Stadionul 23 August spre ieșirea din oraș) erau terminate, având un stil arhitectural complex, tipic al aniilor 70. În 1979, clădirea Postăvăriei Române a fost dată și ea în exploatare. În anii 80, blocurile în zona Bulevardului Chișinău și spre Piața Iancului/Șoseaua Mihai Bravu (dinspre Stadion) au fost construite, de construcție standard a erei respective (panouri prefabricate, blocuri copiate unul după altul, etc). Începând cu anii 2010, zona cartierului Pantelimon a avut parte de o revitalizare, liniile de tramvai fiind înlocuite, blocurile reabilitate și schimbarea aspectului a șoselei. 
Principalul obiectiv din cartier este National Arena — cel mai mare stadion de fotbal din România.
Cartierul s-a extins peste teritoriul fostei comune Pantelimon-Dobroești, înghițind în întregime satul Mărcuța, care aparținuse acestei comune. În satul Mărcuța se află fosta mănăstire Mărcuța, care avea un azil psihiatric, devenit în perioada comunistă „Spitalul de Recuperare a forței de muncă”. La spitalul Mărcuța a fost internat Mihai Eminescu.
Ca mijloace de transport în comun, cartierul este deservit de către STB, cu tramvaie pe linia 14, 55 (către Piața Unirii), 36 (către uzina Republica și platforma Pipera), precum și de autobuzele 101 (către Obor), 104 (către Piața Unirii si Opera Româna),și 335 (ultimul legând cartierele Titan și Pantelimon de Băneasa). De asemenea, prin cartier circulă linia de autobuze 547, care leagă orașul Pantelimon de Bucur Obor din București.
La 1 decembrie 2013 a fost inaugurat Turnul de apă și artă din Pantelimon, înalt de 37 de metri, iar pe 14 mai 2015, MegaMall-ul de lângă Arena Națională.
Pe șoseaua Pantelimon se regăsesc în prezent importante spații comerciale ale Capitalei:
- Cora Pantelimon (pe locul fostei fabrici Granitul)
- Mega Mall, București
- Kaufland Pantelimon
- BricoDepot Pantelimon

## Galerie de imagini

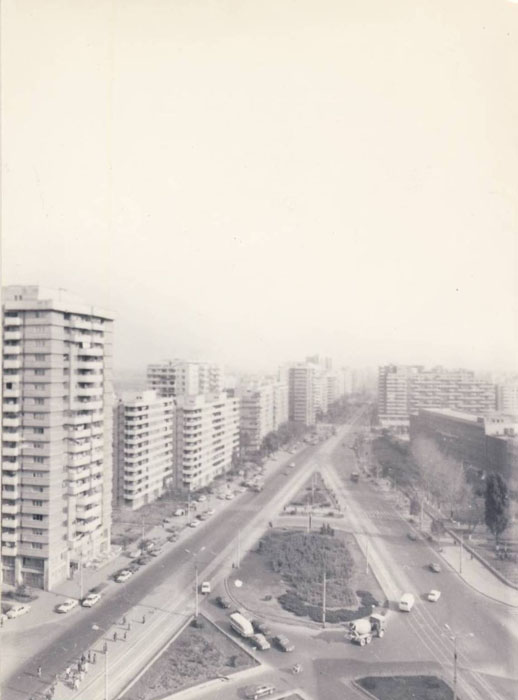
Cartierul Pantelimon în anii '80
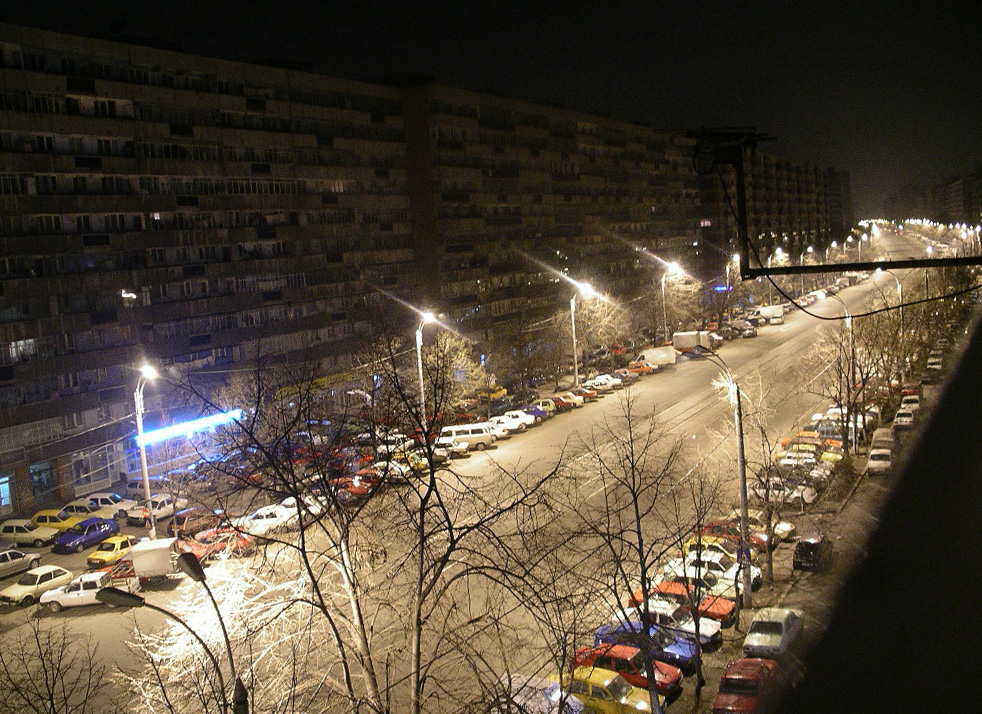
Şoseaua Pantelimon noaptea
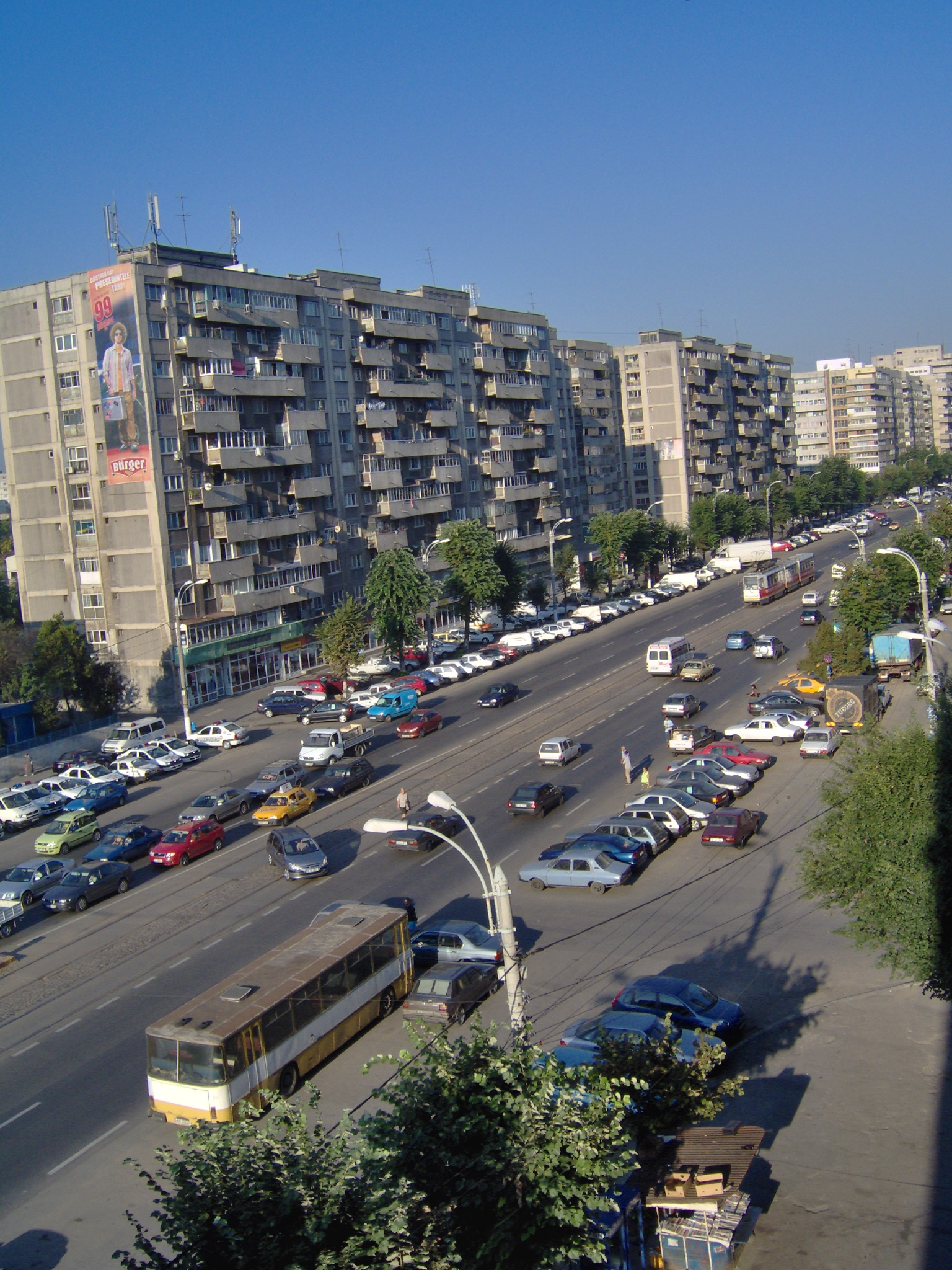
Şoseaua Pantelimon ziua
Fântână arteziană în cartierul Pantelimon
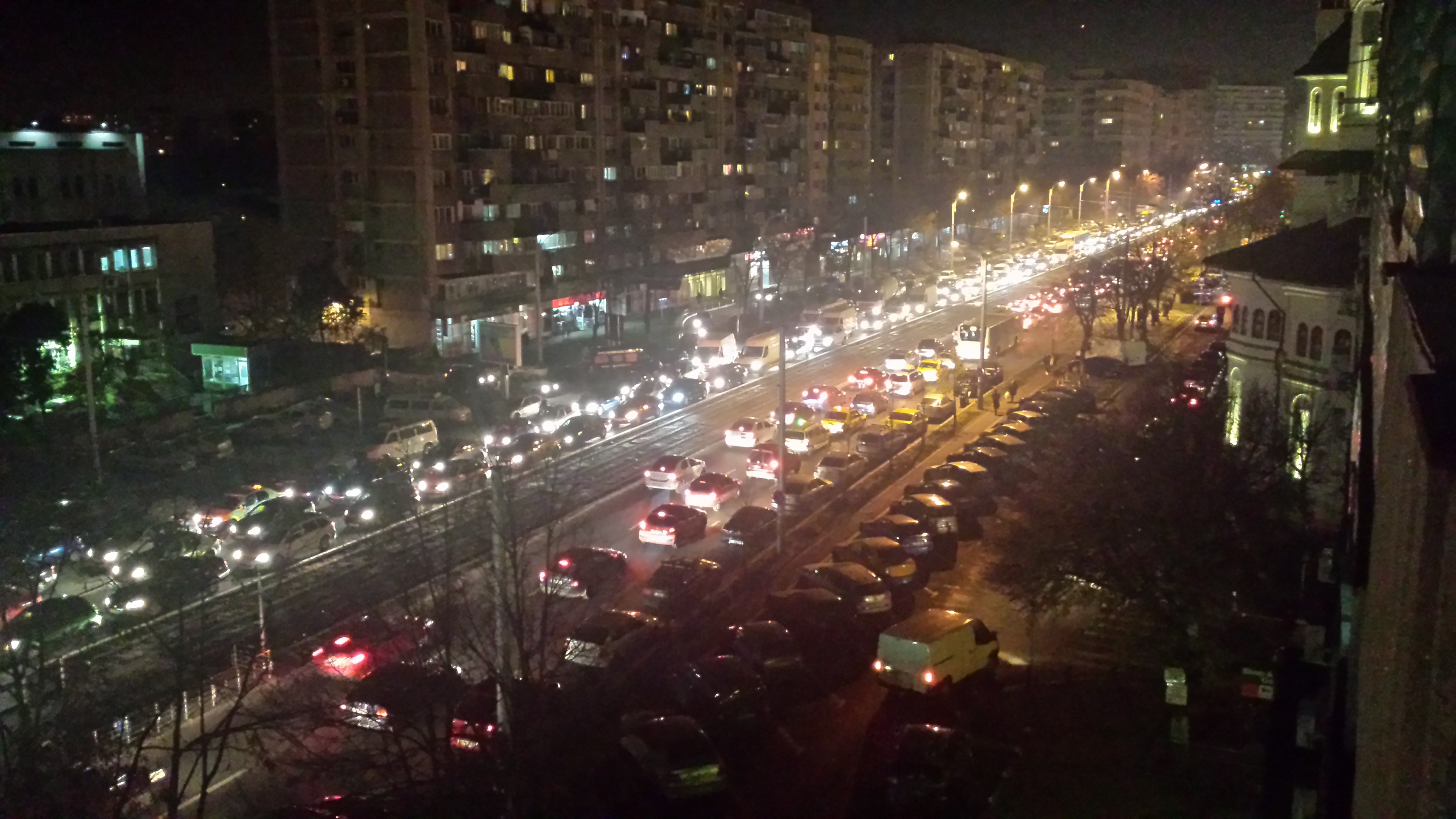
Trafic pe soșeaua Pantelimon
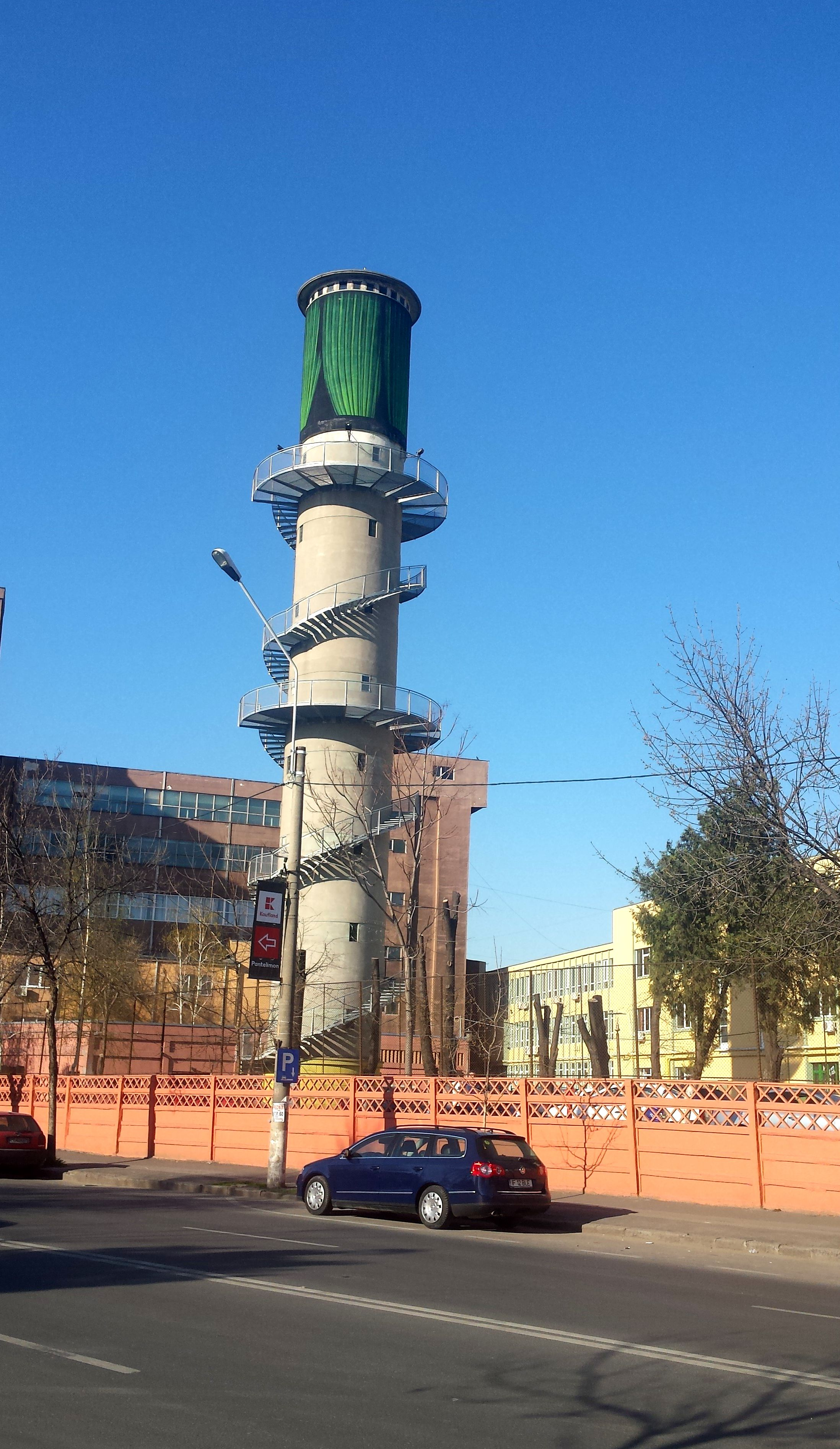
Turnul cu apă al Postăvăriei din Pantelimon